# Арешев, Михаил Васильевич
Михаил Васильевич Арешев (Микаел Арешян, арм. Միքայել Արեշյան; 5 (17) сентября 1876 — после 1921) — военный деятель Российской империи и Армянской Республики. Генерал-майор (1917). Участник Русско-японской, Первой мировой войны и Армяно-турецкой войны 1918 года. Кавалер ордена Святого Георгия 4-й степени и Георгиевского оружия.

## Биография
Михаил Арешев принадлежал к дворянскому роду армяно-григорианского вероисповедания. Родился 5 сентября 1876 года. Окончил 6 классов Тифлисского кадетского корпуса.
7 марта 1894 года поступил на службу в Российскую императорскую армию. Окончил Тифлисское пехотное юнкерское училище по 2-му разряду, откуда выпущен подпрапорщиком в 45-й пехотный Азовский полк. 17 июля 1898 года произведён в подпоручики. 16 февраля 1900 года переведён из 45-го пехотного Азовского полка в 14-й гренадерский Грузинский полк. 1 июля 1903 года произведён в поручики со старшинством с 17 июля 1902 года.
15 апреля 1904 года переведён в 10-й сибирский пехотный Омский полк, в составе которого принял участие в Русско-японской войне, получив в ходе неё ранение. «За боевые отличия в делах против японцев» награждён чинами штабс-капитана (со старшинством с 21 февраля 1905 года) и капитана (со старшинством с 25 февраля 1905 года) и удостоен трёх боевых орденов. После войны, 18 мая 1906 года, вернулся в 14-й гренадерский Грузинский полк. Окончил Офицерскую стрелковую школу с оценкой «успешно». 23 ноября 1907 года переведён в 249-й Майкопский резервный батальон, в котором принял под команду одну из рот. В связи с расформированием частей резервной пехоты, 24 октября 1910 года переведён в 3-й Кавказский стрелковый полк, где также назначен командиром одной из рот.
Принял участие в Первой мировой войне. В одном из боёв 3 февраля 1915 года получил ранение. 15 апреля 1915 года «за отличия в делах против неприятеля» из капитанов произведён в подполковники, со старшинством с 15 сентября 1914 года, командовал батальоном в своём полку. Приказом командующего 12-й армией, высочайше утверждённым 31 мая 1915 года, награждён орденом Святого Георгия 4-й степени. Приказом командующего 1-й армией, высочайше утверждённым 7 ноября 1915 года, пожалован Георгиевским оружием.
4 сентября 1915 года состоялся высочайший приказ о назначении подполковника Арешева командующим 3-м Кавказским стрелковым полком. 17 апреля 1916 года «за боевые отличия» произведён в полковники, со старшинством с 4 июля 1915 года, и утверждён в должности командира полка. Высочайшим приказом от 23 ноября 1916 года Арешеву пожаловано старшинство в чине полковника с 4 июля 1913 года. В 1917 году назначен командующим бригадой 1-й Кавказской стрелковой дивизии. 20 сентября 1917 года на основании Георгиевского статута произведён в генерал-майоры, со старшинством с 4 июля того же года, и утверждён в должности командира бригады.
После Октябрьской революции вернулся в Закавказье и возглавил 1-ю дивизию Армянского добровольческого корпуса, во главе которой в мае 1918 года противостоял наступлению турецких войск на Александрополь. После поражения 15 мая 1918 года отстранён от командования. В дальнейшем служил в армии Республики Армения, командовал Караклисским сводным отрядом. В 1919 году в качестве военного советника армянской делегации участвовал в Парижской мирной конференции. После прихода к власти в Армении большевиков в 1921 году арестован, дальнейшая судьба неизвестна.
Михаил Арешев был женат и имел сына.

## Награды
Михаил Васильевич Арешев был удостоен следующих наград:
- Георгиевское оружие (Высочайший приказ от 7 ноября 1915) — «за то, что в 3-х-дневном бою, с 3-го по 5-е декабря 1914 года у госп. двора Конты, состоя в чине капитана и командуя ротой, под сильным действительным огнём противника, своею распорядительностью и личным примером в штыковой контр-атаке 5-го декабря, при двукратном отступлении некоторых соседних рот боевого участка, едва не вызвавшем неизбежность отступления по всему фронту, удержал свою роту в руках и энергичными действиями способствовал отражению целого ряда настойчивых атак противника, удержанию в своих руках позиции и задержанию противника в стремлении его захватить Сохачевскую переправу через р. Бзуру»[13];
- Высочайшее благоволение (Высочайший приказ от 17 августа 1915) — «за отличия в делах»;
- орден Святого Георгия 4-й степени (Высочайший приказ от 31 мая 1915) — «за то, что 3 февраля 1915 года, в бою у д. Рыдаево, первым, во главе своей роты, ворвался в укрепленную д. Рыдаево, увлекая тем свою роту, взял эту деревню, и, будучи ранен, продолжал действовать в бою, доведя его штыками до конца»;
- орден Святой Анны 2-й степени (Высочайший приказ от 3 февраля 1914 года)[20];
- орден Святого Станислава 2-й степени (Высочайший приказ от 7 марта 1910, с 6 декабря 1909); мечи к ордену (6 июня 1916);
- орден Святого Владимира 4-й степени с мечами и бантом (Высочайший приказ от 20 марта 1905);
- орден Святой Анны 3-й степени с мечами и бантом (Высочайший приказ от 10 июля 1905);
- орден Святой Анны 4-й степени с надписью «За храбрость» (Высочайший приказ от 13 мая 1905).